# FastTrack Schedule
FastTrack Schedule ist eine Projektmanagement-Software. Sie wurde von AEC Software entwickelt und wird im deutschsprachigen Raum von der ComputerWorks GmbH vertrieben. Das Programm unterstützt Projektmanager bei der Planung und Durchführung von Projekten. Die derzeit aktuelle Version ist FastTrack Schedule 10, es wird sowohl Windows als auch macOS unterstützt.

## Versionsgeschichte und unterstützte Plattformen
1985 begann AEC Software mit der Entwicklung der Projektmanagementsoftware FastTrack Schedule. Seither wurde sie kontinuierlich weiterentwickelt.
Die Projektmanagementsoftware läuft unter macOS und Windows, liest und schreibt MS-Project-Dateien und ermöglicht den Datenaustausch mit gängigen Lösungen und Formaten wie Mindjets MindManager, iCalender, MS Excel und HTML. Dies ist besonders für Rechnerumgebungen mit gemischten Windows/MAC-Systemen von Vorteil.

## Funktionen und Benutzeroberfläche
Das Programm ermöglicht dem Anwender Vorgangsbalken frei mit der Maus einzutragen und den Einsatz von Bildern. Außerdem ermöglicht es den Einsatz von frei definierbaren Textfeldern und farbigen Vorgangsbalken und Legenden.
Die eigene Makrosprache „FastSteps“ erlaubt mehrere Menübefehle automatisch auszuführen. So kann zum Beispiel ein Kostenreport mit einem Mausklick generiert und ausgedruckt werden.
Mit der Konsolidierungsfunktion können Teilprojekte in einen Masterplan konsolidiert werden. Änderungen in den Teilprojektplänen werden über eine Update-Funktion automatisch in den Masterplan übernommen.

Balkenplan
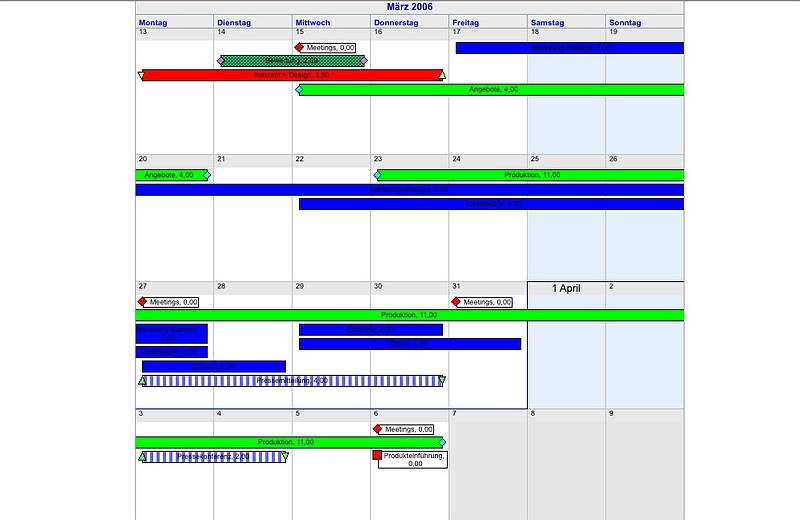
Kalenderansicht